# Tour de Turquía 2023
La 58.ª edición del Tour de Turquía fue una carrera de ciclismo en ruta por etapas que se celebró entre el 10 y el 15 de octubre de 2023 con inicio en la ciudad de Alanya y final en la ciudad de Estambul en Turquía. El recorrido constó de un total de 8 etapas sobre una distancia total de 1235,1 km.
La carrera hizo parte del circuito UCI ProSeries 2023 dentro de la categoría 2.Pro y fue ganada por el kazajo Alexéi Lutsenko del Astana Qazaqstan. Completaron el podio, como segundo y tercer clasificado respectivamente, el alemán Ben Zwiehoff del Bora-Hansgrohe y el colombiano Harold Tejada del Astana Qazaqstan.

## Equipos participantes
Tomaron la partida un total de 24 equipos, de los cuales 4 fueron de categoría UCI WorldTeam, 7 UCI ProTeam, 12 Continental y la selección nacional de Países Bajos, quienes conformaron un pelotón de 164 ciclistas de los cuales terminaron 130. Los equipos participantes fueron:
| WorldTeams (4)- UAE Team Emirates - Alpecin-Deceuninck - Bora-Hansgrohe - Astana Qazaqstan Team ProTeams (7)- Q36.5 Pro Cycling Team - Green Project-Bardiani CSF-Faizanè - Eolo-Kometa - Burgos-BH - Team Corratec-Selle Italia - Bingoal WB - Team Novo Nordisk Equipos continentales (12)- Medellín-EPM - Beykoz Belediyesi Spor Kulübü - À Bloc CT - Spor Toto Cycling Team - Voster ATS Team - Tarteletto-Isorex - Konya Buyuksehir Belediye Spor - Global 6 Cycling - Sofer-Savini Due-OMZ - Bike Aid - Shimano Racing Team - P&S Benotti Equipo nacional- Países Bajos |
| |

## Recorrido
| Etapa     | Fecha     | Recorrido           | type                   | Distancia (km) | Ganador            | Líder            |
| --------- | --------- | ------------------- | ---------------------- | -------------- | ------------------ | ---------------- |
| 1.ª etapa | 8 de oct  | Alanya – Antalya    | etapa llana            | 135            | Jasper Philipsen   | Jasper Philipsen |
| 2.ª etapa | 9 de oct  | Kemer – Kalkan      | etapa escarpada        | 166,5          | Jasper Philipsen   | Jasper Philipsen |
| 3.ª etapa | 10 de oct | Fethiye – Babadağ   | etapa de montaña       | 104,1          | Alexéi Lutsenko    | Alexéi Lutsenko  |
| 4.ª etapa | 11 de oct | Fethiye – Marmaris  | etapa llana            | 165,3          | Jasper Philipsen   | Alexéi Lutsenko  |
| 5.ª etapa | 12 de oct | Marmaris – Bodrum   | etapa de montaña       | 180,6          | Nico Denz          | Alexéi Lutsenko  |
| 6.ª etapa | 13 de oct | Bodrum – Selçuk     | etapa escarpada        | 193,3          | Victor Langellotti | Alexéi Lutsenko  |
| 7.ª etapa | 14 de oct | Selçuk – Esmirna    | etapa de media montaña | 159,8          | Jay Vine           | Alexéi Lutsenko  |
| 8.ª etapa | 15 de oct | Estambul – Estambul | etapa escarpada        | 130,5          | Jasper Philipsen   | Alexéi Lutsenko  |

## Desarrollo de la carrera

### 1.ª etapa
| Alanya - Antalya | etapa llana | (135 km) |

| \| Clasificación de la etapa \| Clasificación de la etapa \| Clasificación de la etapa \| Clasificación de la etapa \| Clasificación de la etapa \| \| Ciclista \| Ciclista \| Equipo \| Tiempo \| \| \| ------------------------- \| ------------------------- \| ---------------------------------- \| ------------------------- \| ------------------------- \| \| 1.º \| Jasper Philipsen \| Alpecin-Deceuninck \| 2 h 44 min 31 s \| \| \| 2.º \| Gleb Syritsa \| Astana Qazaqstan Team \| + 0 s \| \| \| 3.º \| Timothy Dupont \| Tarteletto-Isorex \| + 0 s \| \| \| 4.º \| Luca Colnaghi \| Green Project-Bardiani CSF-Faizanè \| + 0 s \| \| \| 5.º \| Matteo Malucelli \| Bingoal WB \| + 0 s \| \| \| 6.º \| Matthew Walls \| Bora-Hansgrohe \| + 0 s \| \| \| 7.º \| Alexander Salby \| Bingoal WB \| + 0 s \| \| \| 8.º \| Giacomo Ballabio \| Global 6 Cycling \| + 0 s \| \| \| 9.º \| Matteo Moschetti \| Q36.5 Pro Cycling Team \| + 0 s \| \| \| 10.º \| Léo Bouvier \| Bike Aid \| + 0 s \| \| |                  |                                    |                 |
| |                  |                                    |                 |
| |                  |                                    |                 |
| Clasificación de la etapa |                  |                                    |                 |
| Ciclista | Ciclista         | Equipo                             | Tiempo          |
| 1.º | Jasper Philipsen | Alpecin-Deceuninck                 | 2 h 44 min 31 s |
| 2.º | Gleb Syritsa     | Astana Qazaqstan Team              | + 0 s           |
| 3.º | Timothy Dupont   | Tarteletto-Isorex                  | + 0 s           |
| 4.º | Luca Colnaghi    | Green Project-Bardiani CSF-Faizanè | + 0 s           |
| 5.º | Matteo Malucelli | Bingoal WB                         | + 0 s           |
| 6.º | Matthew Walls    | Bora-Hansgrohe                     | + 0 s           |
| 7.º | Alexander Salby  | Bingoal WB                         | + 0 s           |
| 8.º | Giacomo Ballabio | Global 6 Cycling                   | + 0 s           |
| 9.º | Matteo Moschetti | Q36.5 Pro Cycling Team             | + 0 s           |
| 10.º | Léo Bouvier      | Bike Aid                           | + 0 s           |

| \| Clasificación general \| Clasificación general \| Clasificación general \| Clasificación general \| Clasificación general \| \| Ciclista \| Ciclista \| Equipo \| Tiempo \| \| \| --------------------- \| --------------------- \| ---------------------------------- \| --------------------- \| --------------------- \| \| 1.º \| Jasper Philipsen \| Alpecin-Deceuninck \| 2 h 44 min 21 s \| \| \| 2.º \| Gleb Syritsa \| Astana Qazaqstan Team \| + 4 s \| \| \| 3.º \| Timothy Dupont \| Tarteletto-Isorex \| + 6 s \| \| \| 4.º \| Tobias Nolde \| P&S Benotti \| + 7 s \| \| \| 5.º \| Mateusz Kostański \| Voster ATS Team \| + 8 s \| \| \| 6.º \| Róbigzon Oyola \| Medellín-EPM \| + 9 s \| \| \| 7.º \| Luca Colnaghi \| Green Project-Bardiani CSF-Faizanè \| + 10 s \| \| \| 8.º \| Matteo Malucelli \| Bingoal WB \| + 10 s \| \| \| 9.º \| Matthew Walls \| Bora-Hansgrohe \| + 10 s \| \| \| 10.º \| Alexander Salby \| Bingoal WB \| + 10 s \| \| |                   |                                    |                 |
| |                   |                                    |                 |
| |                   |                                    |                 |
| Clasificación general |                   |                                    |                 |
| Ciclista | Ciclista          | Equipo                             | Tiempo          |
| 1.º | Jasper Philipsen  | Alpecin-Deceuninck                 | 2 h 44 min 21 s |
| 2.º | Gleb Syritsa      | Astana Qazaqstan Team              | + 4 s           |
| 3.º | Timothy Dupont    | Tarteletto-Isorex                  | + 6 s           |
| 4.º | Tobias Nolde      | P&S Benotti                        | + 7 s           |
| 5.º | Mateusz Kostański | Voster ATS Team                    | + 8 s           |
| 6.º | Róbigzon Oyola    | Medellín-EPM                       | + 9 s           |
| 7.º | Luca Colnaghi     | Green Project-Bardiani CSF-Faizanè | + 10 s          |
| 8.º | Matteo Malucelli  | Bingoal WB                         | + 10 s          |
| 9.º | Matthew Walls     | Bora-Hansgrohe                     | + 10 s          |
| 10.º | Alexander Salby   | Bingoal WB                         | + 10 s          |

### 2.ª etapa
| Kemer - Kalkan | etapa escarpada | (166,5 km) |

| \| Clasificación de la etapa \| Clasificación de la etapa \| Clasificación de la etapa \| Clasificación de la etapa \| Clasificación de la etapa \| \| Ciclista \| Ciclista \| Equipo \| Tiempo \| \| \| ------------------------- \| ------------------------- \| ---------------------------------- \| ------------------------- \| ------------------------- \| \| 1.º \| Jasper Philipsen \| Alpecin-Deceuninck \| 4 h 13 min 54 s \| \| \| 2.º \| Cees Bol \| Astana Qazaqstan Team \| + 0 s \| \| \| 3.º \| Luca Colnaghi \| Green Project-Bardiani CSF-Faizanè \| + 1 s \| \| \| 4.º \| Antonio Angulo \| Burgos-BH \| + 1 s \| \| \| 5.º \| Clément Alleno \| Burgos-BH \| + 1 s \| \| \| 6.º \| Matteo Malucelli \| Bingoal WB \| + 1 s \| \| \| 7.º \| Attilio Viviani \| Team Corratec-Selle Italia \| + 1 s \| \| \| 8.º \| Matteo Moschetti \| Q36.5 Pro Cycling Team \| + 1 s \| \| \| 9.º \| Giovanni Lonardi \| Eolo-Kometa \| + 1 s \| \| \| 10.º \| Andrea Peron \| Team Novo Nordisk \| + 1 s \| \| |                  |                                    |                 |
| |                  |                                    |                 |
| |                  |                                    |                 |
| Clasificación de la etapa |                  |                                    |                 |
| Ciclista | Ciclista         | Equipo                             | Tiempo          |
| 1.º | Jasper Philipsen | Alpecin-Deceuninck                 | 4 h 13 min 54 s |
| 2.º | Cees Bol         | Astana Qazaqstan Team              | + 0 s           |
| 3.º | Luca Colnaghi    | Green Project-Bardiani CSF-Faizanè | + 1 s           |
| 4.º | Antonio Angulo   | Burgos-BH                          | + 1 s           |
| 5.º | Clément Alleno   | Burgos-BH                          | + 1 s           |
| 6.º | Matteo Malucelli | Bingoal WB                         | + 1 s           |
| 7.º | Attilio Viviani  | Team Corratec-Selle Italia         | + 1 s           |
| 8.º | Matteo Moschetti | Q36.5 Pro Cycling Team             | + 1 s           |
| 9.º | Giovanni Lonardi | Eolo-Kometa                        | + 1 s           |
| 10.º | Andrea Peron     | Team Novo Nordisk                  | + 1 s           |

| \| Clasificación general \| Clasificación general \| Clasificación general \| Clasificación general \| Clasificación general \| \| Ciclista \| Ciclista \| Equipo \| Tiempo \| \| \| --------------------- \| --------------------- \| ---------------------------------- \| --------------------- \| --------------------- \| \| 1.º \| Jasper Philipsen \| Alpecin-Deceuninck \| 6 h 58 min 05 s \| \| \| 2.º \| Cees Bol \| Astana Qazaqstan Team \| + 14 s \| \| \| 3.º \| Luca Colnaghi \| Green Project-Bardiani CSF-Faizanè \| + 17 s \| \| \| 4.º \| Timothy Dupont \| Tarteletto-Isorex \| + 20 s \| \| \| 5.º \| Matteo Malucelli \| Bingoal WB \| + 21 s \| \| \| 6.º \| Clément Alleno \| Burgos-BH \| + 21 s \| \| \| 7.º \| Matteo Moschetti \| Q36.5 Pro Cycling Team \| + 21 s \| \| \| 8.º \| Attilio Viviani \| Team Corratec-Selle Italia \| + 21 s \| \| \| 9.º \| Antonio Angulo \| Burgos-BH \| + 21 s \| \| \| 10.º \| Giovanni Lonardi \| Eolo-Kometa \| + 21 s \| \| |                  |                                    |                 |
| |                  |                                    |                 |
| |                  |                                    |                 |
| Clasificación general |                  |                                    |                 |
| Ciclista | Ciclista         | Equipo                             | Tiempo          |
| 1.º | Jasper Philipsen | Alpecin-Deceuninck                 | 6 h 58 min 05 s |
| 2.º | Cees Bol         | Astana Qazaqstan Team              | + 14 s          |
| 3.º | Luca Colnaghi    | Green Project-Bardiani CSF-Faizanè | + 17 s          |
| 4.º | Timothy Dupont   | Tarteletto-Isorex                  | + 20 s          |
| 5.º | Matteo Malucelli | Bingoal WB                         | + 21 s          |
| 6.º | Clément Alleno   | Burgos-BH                          | + 21 s          |
| 7.º | Matteo Moschetti | Q36.5 Pro Cycling Team             | + 21 s          |
| 8.º | Attilio Viviani  | Team Corratec-Selle Italia         | + 21 s          |
| 9.º | Antonio Angulo   | Burgos-BH                          | + 21 s          |
| 10.º | Giovanni Lonardi | Eolo-Kometa                        | + 21 s          |

### 3.ª etapa
| Fethiye - Babadağ | etapa de montaña | (104,1 km) |

| \| Clasificación de la etapa \| Clasificación de la etapa \| Clasificación de la etapa \| Clasificación de la etapa \| Clasificación de la etapa \| \| Ciclista \| Ciclista \| Equipo \| Tiempo \| \| \| ------------------------- \| ------------------------- \| ---------------------------------- \| ------------------------- \| ------------------------- \| \| 1.º \| Alexéi Lutsenko \| Astana Qazaqstan Team \| 3 h 34 min 17 s \| \| \| 2.º \| Ben Zwiehoff \| Bora-Hansgrohe \| + 12 s \| \| \| 3.º \| Harold Tejada \| Astana Qazaqstan Team \| + 27 s \| \| \| 4.º \| Florian Lipowitz \| Bora-Hansgrohe \| + 48 s \| \| \| 5.º \| Matteo Badilatti \| Q36.5 Pro Cycling Team \| + 55 s \| \| \| 6.º \| Giulio Pellizzari \| Green Project-Bardiani CSF-Faizanè \| + 1 min 24 s \| \| \| 7.º \| Ander Okamika \| Burgos-BH \| + 3 min 00 s \| \| \| 8.º \| Alexis Guérin \| Bingoal WB \| + 3 min 28 s \| \| \| 9.º \| Xandro Meurisse \| Alpecin-Deceuninck \| + 3 min 41 s \| \| \| 10.º \| Domen Novak \| UAE Team Emirates \| + 3 min 44 s \| \| |                   |                                    |                 |
| |                   |                                    |                 |
| |                   |                                    |                 |
| Clasificación de la etapa |                   |                                    |                 |
| Ciclista | Ciclista          | Equipo                             | Tiempo          |
| 1.º | Alexéi Lutsenko   | Astana Qazaqstan Team              | 3 h 34 min 17 s |
| 2.º | Ben Zwiehoff      | Bora-Hansgrohe                     | + 12 s          |
| 3.º | Harold Tejada     | Astana Qazaqstan Team              | + 27 s          |
| 4.º | Florian Lipowitz  | Bora-Hansgrohe                     | + 48 s          |
| 5.º | Matteo Badilatti  | Q36.5 Pro Cycling Team             | + 55 s          |
| 6.º | Giulio Pellizzari | Green Project-Bardiani CSF-Faizanè | + 1 min 24 s    |
| 7.º | Ander Okamika     | Burgos-BH                          | + 3 min 00 s    |
| 8.º | Alexis Guérin     | Bingoal WB                         | + 3 min 28 s    |
| 9.º | Xandro Meurisse   | Alpecin-Deceuninck                 | + 3 min 41 s    |
| 10.º | Domen Novak       | UAE Team Emirates                  | + 3 min 44 s    |

| \| Clasificación general \| Clasificación general \| Clasificación general \| Clasificación general \| Clasificación general \| \| Ciclista \| Ciclista \| Equipo \| Tiempo \| \| \| --------------------- \| --------------------- \| ---------------------------------- \| --------------------- \| --------------------- \| \| 1.º \| Alexéi Lutsenko \| Astana Qazaqstan Team \| 10 h 32 min 36 s \| \| \| 2.º \| Ben Zwiehoff \| Bora-Hansgrohe \| + 16 s \| \| \| 3.º \| Harold Tejada \| Astana Qazaqstan Team \| + 33 s \| \| \| 4.º \| Florian Lipowitz \| Bora-Hansgrohe \| + 58 s \| \| \| 5.º \| Matteo Badilatti \| Q36.5 Pro Cycling Team \| + 1 min 05 s \| \| \| 6.º \| Giulio Pellizzari \| Green Project-Bardiani CSF-Faizanè \| + 1 min 34 s \| \| \| 7.º \| Ander Okamika \| Burgos-BH \| + 3 min 10 s \| \| \| 8.º \| Alexis Guérin \| Bingoal WB \| + 3 min 38 s \| \| \| 9.º \| Anton Palzer \| Bora-Hansgrohe \| + 4 min 14 s \| \| \| 10.º \| Xandro Meurisse \| Alpecin-Deceuninck \| + 4 min 36 s \| \| |                   |                                    |                  |
| |                   |                                    |                  |
| |                   |                                    |                  |
| Clasificación general |                   |                                    |                  |
| Ciclista | Ciclista          | Equipo                             | Tiempo           |
| 1.º | Alexéi Lutsenko   | Astana Qazaqstan Team              | 10 h 32 min 36 s |
| 2.º | Ben Zwiehoff      | Bora-Hansgrohe                     | + 16 s           |
| 3.º | Harold Tejada     | Astana Qazaqstan Team              | + 33 s           |
| 4.º | Florian Lipowitz  | Bora-Hansgrohe                     | + 58 s           |
| 5.º | Matteo Badilatti  | Q36.5 Pro Cycling Team             | + 1 min 05 s     |
| 6.º | Giulio Pellizzari | Green Project-Bardiani CSF-Faizanè | + 1 min 34 s     |
| 7.º | Ander Okamika     | Burgos-BH                          | + 3 min 10 s     |
| 8.º | Alexis Guérin     | Bingoal WB                         | + 3 min 38 s     |
| 9.º | Anton Palzer      | Bora-Hansgrohe                     | + 4 min 14 s     |
| 10.º | Xandro Meurisse   | Alpecin-Deceuninck                 | + 4 min 36 s     |

### 4.ª etapa
| Fethiye - Marmaris | etapa llana | (165,3 km) |

| \| Clasificación de la etapa \| Clasificación de la etapa \| Clasificación de la etapa \| Clasificación de la etapa \| Clasificación de la etapa \| \| Ciclista \| Ciclista \| Equipo \| Tiempo \| \| \| ------------------------- \| ------------------------- \| ---------------------------------- \| ------------------------- \| ------------------------- \| \| 1.º \| Jasper Philipsen \| Alpecin-Deceuninck \| 3 h 50 min 17 s \| \| \| 2.º \| Timothy Dupont \| Tarteletto-Isorex \| + 0 s \| \| \| 3.º \| Giovanni Lonardi \| Eolo-Kometa \| + 0 s \| \| \| 4.º \| Cees Bol \| Astana Qazaqstan Team \| + 0 s \| \| \| 5.º \| Álvaro Hodeg \| UAE Team Emirates \| + 0 s \| \| \| 6.º \| Attilio Viviani \| Team Corratec-Selle Italia \| + 0 s \| \| \| 7.º \| Luca Colnaghi \| Green Project-Bardiani CSF-Faizanè \| + 0 s \| \| \| 8.º \| Matyáš Kopecký \| Team Novo Nordisk \| + 0 s \| \| \| 9.º \| Kenneth Van Rooy \| Bingoal WB \| + 0 s \| \| \| 10.º \| Giacomo Ballabio \| Global 6 Cycling \| + 0 s \| \| |                  |                                    |                 |
| |                  |                                    |                 |
| |                  |                                    |                 |
| Clasificación de la etapa |                  |                                    |                 |
| Ciclista | Ciclista         | Equipo                             | Tiempo          |
| 1.º | Jasper Philipsen | Alpecin-Deceuninck                 | 3 h 50 min 17 s |
| 2.º | Timothy Dupont   | Tarteletto-Isorex                  | + 0 s           |
| 3.º | Giovanni Lonardi | Eolo-Kometa                        | + 0 s           |
| 4.º | Cees Bol         | Astana Qazaqstan Team              | + 0 s           |
| 5.º | Álvaro Hodeg     | UAE Team Emirates                  | + 0 s           |
| 6.º | Attilio Viviani  | Team Corratec-Selle Italia         | + 0 s           |
| 7.º | Luca Colnaghi    | Green Project-Bardiani CSF-Faizanè | + 0 s           |
| 8.º | Matyáš Kopecký   | Team Novo Nordisk                  | + 0 s           |
| 9.º | Kenneth Van Rooy | Bingoal WB                         | + 0 s           |
| 10.º | Giacomo Ballabio | Global 6 Cycling                   | + 0 s           |

| \| Clasificación general \| Clasificación general \| Clasificación general \| Clasificación general \| Clasificación general \| \| Ciclista \| Ciclista \| Equipo \| Tiempo \| \| \| --------------------- \| --------------------- \| ---------------------------------- \| --------------------- \| --------------------- \| \| 1.º \| Alexéi Lutsenko \| Astana Qazaqstan Team \| 14 h 22 min 53 s \| \| \| 2.º \| Ben Zwiehoff \| Bora-Hansgrohe \| + 16 s \| \| \| 3.º \| Harold Tejada \| Astana Qazaqstan Team \| + 33 s \| \| \| 4.º \| Florian Lipowitz \| Bora-Hansgrohe \| + 58 s \| \| \| 5.º \| Matteo Badilatti \| Q36.5 Pro Cycling Team \| + 1 min 05 s \| \| \| 6.º \| Giulio Pellizzari \| Green Project-Bardiani CSF-Faizanè \| + 1 min 34 s \| \| \| 7.º \| Ander Okamika \| Burgos-BH \| + 3 min 10 s \| \| \| 8.º \| Alexis Guérin \| Bingoal WB \| + 3 min 38 s \| \| \| 9.º \| Anton Palzer \| Bora-Hansgrohe \| + 4 min 14 s \| \| \| 10.º \| Xandro Meurisse \| Alpecin-Deceuninck \| + 4 min 36 s \| \| |                   |                                    |                  |
| |                   |                                    |                  |
| |                   |                                    |                  |
| Clasificación general |                   |                                    |                  |
| Ciclista | Ciclista          | Equipo                             | Tiempo           |
| 1.º | Alexéi Lutsenko   | Astana Qazaqstan Team              | 14 h 22 min 53 s |
| 2.º | Ben Zwiehoff      | Bora-Hansgrohe                     | + 16 s           |
| 3.º | Harold Tejada     | Astana Qazaqstan Team              | + 33 s           |
| 4.º | Florian Lipowitz  | Bora-Hansgrohe                     | + 58 s           |
| 5.º | Matteo Badilatti  | Q36.5 Pro Cycling Team             | + 1 min 05 s     |
| 6.º | Giulio Pellizzari | Green Project-Bardiani CSF-Faizanè | + 1 min 34 s     |
| 7.º | Ander Okamika     | Burgos-BH                          | + 3 min 10 s     |
| 8.º | Alexis Guérin     | Bingoal WB                         | + 3 min 38 s     |
| 9.º | Anton Palzer      | Bora-Hansgrohe                     | + 4 min 14 s     |
| 10.º | Xandro Meurisse   | Alpecin-Deceuninck                 | + 4 min 36 s     |

### 5.ª etapa
| Marmaris - Bodrum | etapa de montaña | (180,6 km) |

| \| Clasificación de la etapa \| Clasificación de la etapa \| Clasificación de la etapa \| Clasificación de la etapa \| Clasificación de la etapa \| \| Ciclista \| Ciclista \| Equipo \| Tiempo \| \| \| ------------------------- \| ------------------------- \| ---------------------------------- \| ------------------------- \| ------------------------- \| \| 1.º \| Nico Denz \| Bora-Hansgrohe \| 4 h 26 min 27 s \| \| \| 2.º \| Matthew Walls \| Bora-Hansgrohe \| + 0 s \| \| \| 3.º \| Cees Bol \| Astana Qazaqstan Team \| + 0 s \| \| \| 4.º \| Matteo Malucelli \| Bingoal WB \| + 0 s \| \| \| 5.º \| Giovanni Lonardi \| Eolo-Kometa \| + 0 s \| \| \| 6.º \| Luca Colnaghi \| Green Project-Bardiani CSF-Faizanè \| + 0 s \| \| \| 7.º \| Ryan Gibbons \| UAE Team Emirates \| + 0 s \| \| \| 8.º \| Alexander Konychev \| Team Corratec-Selle Italia \| + 0 s \| \| \| 9.º \| Fabio Christen \| Q36.5 Pro Cycling Team \| + 0 s \| \| \| 10.º \| Timothy Dupont \| Tarteletto-Isorex \| + 0 s \| \| |                    |                                    |                 |
| |                    |                                    |                 |
| |                    |                                    |                 |
| Clasificación de la etapa |                    |                                    |                 |
| Ciclista | Ciclista           | Equipo                             | Tiempo          |
| 1.º | Nico Denz          | Bora-Hansgrohe                     | 4 h 26 min 27 s |
| 2.º | Matthew Walls      | Bora-Hansgrohe                     | + 0 s           |
| 3.º | Cees Bol           | Astana Qazaqstan Team              | + 0 s           |
| 4.º | Matteo Malucelli   | Bingoal WB                         | + 0 s           |
| 5.º | Giovanni Lonardi   | Eolo-Kometa                        | + 0 s           |
| 6.º | Luca Colnaghi      | Green Project-Bardiani CSF-Faizanè | + 0 s           |
| 7.º | Ryan Gibbons       | UAE Team Emirates                  | + 0 s           |
| 8.º | Alexander Konychev | Team Corratec-Selle Italia         | + 0 s           |
| 9.º | Fabio Christen     | Q36.5 Pro Cycling Team             | + 0 s           |
| 10.º | Timothy Dupont     | Tarteletto-Isorex                  | + 0 s           |

| \| Clasificación general \| Clasificación general \| Clasificación general \| Clasificación general \| Clasificación general \| \| Ciclista \| Ciclista \| Equipo \| Tiempo \| \| \| --------------------- \| --------------------- \| ---------------------------------- \| --------------------- \| --------------------- \| \| 1.º \| Alexéi Lutsenko \| Astana Qazaqstan Team \| 18 h 49 min 20 s \| \| \| 2.º \| Ben Zwiehoff \| Bora-Hansgrohe \| + 16 s \| \| \| 3.º \| Harold Tejada \| Astana Qazaqstan Team \| + 33 s \| \| \| 4.º \| Florian Lipowitz \| Bora-Hansgrohe \| + 58 s \| \| \| 5.º \| Matteo Badilatti \| Q36.5 Pro Cycling Team \| + 1 min 05 s \| \| \| 6.º \| Giulio Pellizzari \| Green Project-Bardiani CSF-Faizanè \| + 1 min 34 s \| \| \| 7.º \| Ander Okamika \| Burgos-BH \| + 3 min 10 s \| \| \| 8.º \| Alexis Guérin \| Bingoal WB \| + 3 min 38 s \| \| \| 9.º \| Anton Palzer \| Bora-Hansgrohe \| + 4 min 14 s \| \| \| 10.º \| Xandro Meurisse \| Alpecin-Deceuninck \| + 4 min 36 s \| \| |                   |                                    |                  |
| |                   |                                    |                  |
| |                   |                                    |                  |
| Clasificación general |                   |                                    |                  |
| Ciclista | Ciclista          | Equipo                             | Tiempo           |
| 1.º | Alexéi Lutsenko   | Astana Qazaqstan Team              | 18 h 49 min 20 s |
| 2.º | Ben Zwiehoff      | Bora-Hansgrohe                     | + 16 s           |
| 3.º | Harold Tejada     | Astana Qazaqstan Team              | + 33 s           |
| 4.º | Florian Lipowitz  | Bora-Hansgrohe                     | + 58 s           |
| 5.º | Matteo Badilatti  | Q36.5 Pro Cycling Team             | + 1 min 05 s     |
| 6.º | Giulio Pellizzari | Green Project-Bardiani CSF-Faizanè | + 1 min 34 s     |
| 7.º | Ander Okamika     | Burgos-BH                          | + 3 min 10 s     |
| 8.º | Alexis Guérin     | Bingoal WB                         | + 3 min 38 s     |
| 9.º | Anton Palzer      | Bora-Hansgrohe                     | + 4 min 14 s     |
| 10.º | Xandro Meurisse   | Alpecin-Deceuninck                 | + 4 min 36 s     |

### 6.ª etapa
| Bodrum - Selçuk | etapa escarpada | (193,3 km) |

| \| Clasificación de la etapa \| Clasificación de la etapa \| Clasificación de la etapa \| Clasificación de la etapa \| Clasificación de la etapa \| \| Ciclista \| Ciclista \| Equipo \| Tiempo \| \| \| ------------------------- \| ------------------------- \| ---------------------------------- \| ------------------------- \| ------------------------- \| \| 1.º \| Victor Langellotti \| Burgos-BH \| 4 h 46 min 34 s \| \| \| 2.º \| Alexéi Lutsenko \| Astana Qazaqstan Team \| + 0 s \| \| \| 3.º \| Giulio Pellizzari \| Green Project-Bardiani CSF-Faizanè \| + 1 s \| \| \| 4.º \| Ben Zwiehoff \| Bora-Hansgrohe \| + 4 s \| \| \| 5.º \| Alexis Guérin \| Bingoal WB \| + 8 s \| \| \| 6.º \| Harold Tejada \| Astana Qazaqstan Team \| + 12 s \| \| \| 7.º \| Domen Novak \| UAE Team Emirates \| + 18 s \| \| \| 8.º \| Aldemar Reyes Ortega \| Medellín-EPM \| + 20 s \| \| \| 9.º \| Matteo Badilatti \| Q36.5 Pro Cycling Team \| + 20 s \| \| \| 10.º \| Florian Lipowitz \| Bora-Hansgrohe \| + 20 s \| \| |                      |                                    |                 |
| |                      |                                    |                 |
| |                      |                                    |                 |
| Clasificación de la etapa |                      |                                    |                 |
| Ciclista | Ciclista             | Equipo                             | Tiempo          |
| 1.º | Victor Langellotti   | Burgos-BH                          | 4 h 46 min 34 s |
| 2.º | Alexéi Lutsenko      | Astana Qazaqstan Team              | + 0 s           |
| 3.º | Giulio Pellizzari    | Green Project-Bardiani CSF-Faizanè | + 1 s           |
| 4.º | Ben Zwiehoff         | Bora-Hansgrohe                     | + 4 s           |
| 5.º | Alexis Guérin        | Bingoal WB                         | + 8 s           |
| 6.º | Harold Tejada        | Astana Qazaqstan Team              | + 12 s          |
| 7.º | Domen Novak          | UAE Team Emirates                  | + 18 s          |
| 8.º | Aldemar Reyes Ortega | Medellín-EPM                       | + 20 s          |
| 9.º | Matteo Badilatti     | Q36.5 Pro Cycling Team             | + 20 s          |
| 10.º | Florian Lipowitz     | Bora-Hansgrohe                     | + 20 s          |

| \| Clasificación general \| Clasificación general \| Clasificación general \| Clasificación general \| Clasificación general \| \| Ciclista \| Ciclista \| Equipo \| Tiempo \| \| \| --------------------- \| --------------------- \| ---------------------------------- \| --------------------- \| --------------------- \| \| 1.º \| Alexéi Lutsenko \| Astana Qazaqstan Team \| 23 h 35 min 48 s \| \| \| 2.º \| Ben Zwiehoff \| Bora-Hansgrohe \| + 26 s \| \| \| 3.º \| Harold Tejada \| Astana Qazaqstan Team \| + 51 s \| \| \| 4.º \| Florian Lipowitz \| Bora-Hansgrohe \| + 1 min 24 s \| \| \| 5.º \| Matteo Badilatti \| Q36.5 Pro Cycling Team \| + 1 min 31 s \| \| \| 6.º \| Giulio Pellizzari \| Green Project-Bardiani CSF-Faizanè \| + 1 min 37 s \| \| \| 7.º \| Ander Okamika \| Burgos-BH \| + 3 min 41 s \| \| \| 8.º \| Alexis Guérin \| Bingoal WB \| + 3 min 52 s \| \| \| 9.º \| Xandro Meurisse \| Alpecin-Deceuninck \| + 5 min 02 s \| \| \| 10.º \| Anton Palzer \| Bora-Hansgrohe \| + 5 min 16 s \| \| |                   |                                    |                  |
| |                   |                                    |                  |
| |                   |                                    |                  |
| Clasificación general |                   |                                    |                  |
| Ciclista | Ciclista          | Equipo                             | Tiempo           |
| 1.º | Alexéi Lutsenko   | Astana Qazaqstan Team              | 23 h 35 min 48 s |
| 2.º | Ben Zwiehoff      | Bora-Hansgrohe                     | + 26 s           |
| 3.º | Harold Tejada     | Astana Qazaqstan Team              | + 51 s           |
| 4.º | Florian Lipowitz  | Bora-Hansgrohe                     | + 1 min 24 s     |
| 5.º | Matteo Badilatti  | Q36.5 Pro Cycling Team             | + 1 min 31 s     |
| 6.º | Giulio Pellizzari | Green Project-Bardiani CSF-Faizanè | + 1 min 37 s     |
| 7.º | Ander Okamika     | Burgos-BH                          | + 3 min 41 s     |
| 8.º | Alexis Guérin     | Bingoal WB                         | + 3 min 52 s     |
| 9.º | Xandro Meurisse   | Alpecin-Deceuninck                 | + 5 min 02 s     |
| 10.º | Anton Palzer      | Bora-Hansgrohe                     | + 5 min 16 s     |

### 7.ª etapa
| Selçuk - Esmirna | etapa de media montaña | (159,8 km) |

| \| Clasificación de la etapa \| Clasificación de la etapa \| Clasificación de la etapa \| Clasificación de la etapa \| Clasificación de la etapa \| \| Ciclista \| Ciclista \| Equipo \| Tiempo \| \| \| ------------------------- \| ------------------------- \| -------------------------- \| ------------------------- \| ------------------------- \| \| 1.º \| Jay Vine \| UAE Team Emirates \| 3 h 36 min 51 s \| \| \| 2.º \| Jasper Philipsen \| Alpecin-Deceuninck \| + 7 s \| \| \| 3.º \| Cees Bol \| Astana Qazaqstan Team \| + 7 s \| \| \| 4.º \| Timothy Dupont \| Tarteletto-Isorex \| + 7 s \| \| \| 5.º \| Giovanni Lonardi \| Eolo-Kometa \| + 7 s \| \| \| 6.º \| Kenneth Van Rooy \| Bingoal WB \| + 7 s \| \| \| 7.º \| Andrea Peron \| Team Novo Nordisk \| + 7 s \| \| \| 8.º \| Attilio Viviani \| Team Corratec-Selle Italia \| + 7 s \| \| \| 9.º \| Mirco Maestri \| Eolo-Kometa \| + 7 s \| \| \| 10.º \| Clément Alleno \| Burgos-BH \| + 7 s \| \| |                  |                            |                 |
| |                  |                            |                 |
| |                  |                            |                 |
| Clasificación de la etapa |                  |                            |                 |
| Ciclista | Ciclista         | Equipo                     | Tiempo          |
| 1.º | Jay Vine         | UAE Team Emirates          | 3 h 36 min 51 s |
| 2.º | Jasper Philipsen | Alpecin-Deceuninck         | + 7 s           |
| 3.º | Cees Bol         | Astana Qazaqstan Team      | + 7 s           |
| 4.º | Timothy Dupont   | Tarteletto-Isorex          | + 7 s           |
| 5.º | Giovanni Lonardi | Eolo-Kometa                | + 7 s           |
| 6.º | Kenneth Van Rooy | Bingoal WB                 | + 7 s           |
| 7.º | Andrea Peron     | Team Novo Nordisk          | + 7 s           |
| 8.º | Attilio Viviani  | Team Corratec-Selle Italia | + 7 s           |
| 9.º | Mirco Maestri    | Eolo-Kometa                | + 7 s           |
| 10.º | Clément Alleno   | Burgos-BH                  | + 7 s           |

| \| Clasificación general \| Clasificación general \| Clasificación general \| Clasificación general \| Clasificación general \| \| Ciclista \| Ciclista \| Equipo \| Tiempo \| \| \| --------------------- \| --------------------- \| ---------------------------------- \| --------------------- \| --------------------- \| \| 1.º \| Alexéi Lutsenko \| Astana Qazaqstan Team \| 27 h 12 min 46 s \| \| \| 2.º \| Ben Zwiehoff \| Bora-Hansgrohe \| + 26 s \| \| \| 3.º \| Harold Tejada \| Astana Qazaqstan Team \| + 51 s \| \| \| 4.º \| Florian Lipowitz \| Bora-Hansgrohe \| + 1 min 24 s \| \| \| 5.º \| Matteo Badilatti \| Q36.5 Pro Cycling Team \| + 1 min 31 s \| \| \| 6.º \| Giulio Pellizzari \| Green Project-Bardiani CSF-Faizanè \| + 1 min 37 s \| \| \| 7.º \| Ander Okamika \| Burgos-BH \| + 3 min 41 s \| \| \| 8.º \| Alexis Guérin \| Bingoal WB \| + 3 min 52 s \| \| \| 9.º \| Xandro Meurisse \| Alpecin-Deceuninck \| + 5 min 02 s \| \| \| 10.º \| Anton Palzer \| Bora-Hansgrohe \| + 5 min 16 s \| \| |                   |                                    |                  |
| |                   |                                    |                  |
| |                   |                                    |                  |
| Clasificación general |                   |                                    |                  |
| Ciclista | Ciclista          | Equipo                             | Tiempo           |
| 1.º | Alexéi Lutsenko   | Astana Qazaqstan Team              | 27 h 12 min 46 s |
| 2.º | Ben Zwiehoff      | Bora-Hansgrohe                     | + 26 s           |
| 3.º | Harold Tejada     | Astana Qazaqstan Team              | + 51 s           |
| 4.º | Florian Lipowitz  | Bora-Hansgrohe                     | + 1 min 24 s     |
| 5.º | Matteo Badilatti  | Q36.5 Pro Cycling Team             | + 1 min 31 s     |
| 6.º | Giulio Pellizzari | Green Project-Bardiani CSF-Faizanè | + 1 min 37 s     |
| 7.º | Ander Okamika     | Burgos-BH                          | + 3 min 41 s     |
| 8.º | Alexis Guérin     | Bingoal WB                         | + 3 min 52 s     |
| 9.º | Xandro Meurisse   | Alpecin-Deceuninck                 | + 5 min 02 s     |
| 10.º | Anton Palzer      | Bora-Hansgrohe                     | + 5 min 16 s     |

### 8.ª etapa
| Estambul - Estambul | etapa escarpada | (130,5 km) |

| \| Clasificación de la etapa \| Clasificación de la etapa \| Clasificación de la etapa \| Clasificación de la etapa \| Clasificación de la etapa \| \| Ciclista \| Ciclista \| Equipo \| Tiempo \| \| \| ------------------------- \| ------------------------- \| ---------------------------------- \| ------------------------- \| ------------------------- \| \| 1.º \| Jasper Philipsen \| Alpecin-Deceuninck \| 2 h 57 min 28 s \| \| \| 2.º \| Cees Bol \| Astana Qazaqstan Team \| + 0 s \| \| \| 3.º \| Giovanni Lonardi \| Eolo-Kometa \| + 0 s \| \| \| 4.º \| Matteo Malucelli \| Bingoal WB \| + 0 s \| \| \| 5.º \| Nico Denz \| Bora-Hansgrohe \| + 0 s \| \| \| 6.º \| Álvaro Hodeg \| UAE Team Emirates \| + 0 s \| \| \| 7.º \| Alexéi Lutsenko \| Astana Qazaqstan Team \| + 0 s \| \| \| 8.º \| Timothy Dupont \| Tarteletto-Isorex \| + 0 s \| \| \| 9.º \| Luca Colnaghi \| Green Project-Bardiani CSF-Faizanè \| + 0 s \| \| \| 10.º \| Nikiforos Arvanitou \| Sofer-Savini Due-OMZ \| + 0 s \| \| |                     |                                    |                 |
| |                     |                                    |                 |
| |                     |                                    |                 |
| Clasificación de la etapa |                     |                                    |                 |
| Ciclista | Ciclista            | Equipo                             | Tiempo          |
| 1.º | Jasper Philipsen    | Alpecin-Deceuninck                 | 2 h 57 min 28 s |
| 2.º | Cees Bol            | Astana Qazaqstan Team              | + 0 s           |
| 3.º | Giovanni Lonardi    | Eolo-Kometa                        | + 0 s           |
| 4.º | Matteo Malucelli    | Bingoal WB                         | + 0 s           |
| 5.º | Nico Denz           | Bora-Hansgrohe                     | + 0 s           |
| 6.º | Álvaro Hodeg        | UAE Team Emirates                  | + 0 s           |
| 7.º | Alexéi Lutsenko     | Astana Qazaqstan Team              | + 0 s           |
| 8.º | Timothy Dupont      | Tarteletto-Isorex                  | + 0 s           |
| 9.º | Luca Colnaghi       | Green Project-Bardiani CSF-Faizanè | + 0 s           |
| 10.º | Nikiforos Arvanitou | Sofer-Savini Due-OMZ               | + 0 s           |

## Clasificaciones finales
- Las clasificaciones finalizaron de la siguiente forma:[1]

### Clasificación general
| \| Clasificación general \| Clasificación general \| Clasificación general \| Clasificación general \| Clasificación general \| \| Ciclista \| Ciclista \| Equipo \| Tiempo \| \| \| --------------------- \| --------------------- \| ---------------------------------- \| --------------------- \| --------------------- \| \| 1.º \| Alexéi Lutsenko \| Astana Qazaqstan Team \| 30 h 10 min 14 s \| \| \| 2.º \| Ben Zwiehoff \| Bora-Hansgrohe \| + 26 s \| \| \| 3.º \| Harold Tejada \| Astana Qazaqstan Team \| + 51 s \| \| \| 4.º \| Florian Lipowitz \| Bora-Hansgrohe \| + 1 min 24 s \| \| \| 5.º \| Matteo Badilatti \| Q36.5 Pro Cycling Team \| + 1 min 31 s \| \| \| 6.º \| Giulio Pellizzari \| Green Project-Bardiani CSF-Faizanè \| + 1 min 37 s \| \| \| 7.º \| Ander Okamika \| Burgos-BH \| + 3 min 41 s \| \| \| 8.º \| Alexis Guérin \| Bingoal WB \| + 3 min 52 s \| \| \| 9.º \| Xandro Meurisse \| Alpecin-Deceuninck \| + 5 min 02 s \| \| \| 10.º \| Anton Palzer \| Bora-Hansgrohe \| + 5 min 16 s \| \| |                   |                                    |                  |
| |                   |                                    |                  |
| |                   |                                    |                  |
| Clasificación general |                   |                                    |                  |
| Ciclista | Ciclista          | Equipo                             | Tiempo           |
| 1.º | Alexéi Lutsenko   | Astana Qazaqstan Team              | 30 h 10 min 14 s |
| 2.º | Ben Zwiehoff      | Bora-Hansgrohe                     | + 26 s           |
| 3.º | Harold Tejada     | Astana Qazaqstan Team              | + 51 s           |
| 4.º | Florian Lipowitz  | Bora-Hansgrohe                     | + 1 min 24 s     |
| 5.º | Matteo Badilatti  | Q36.5 Pro Cycling Team             | + 1 min 31 s     |
| 6.º | Giulio Pellizzari | Green Project-Bardiani CSF-Faizanè | + 1 min 37 s     |
| 7.º | Ander Okamika     | Burgos-BH                          | + 3 min 41 s     |
| 8.º | Alexis Guérin     | Bingoal WB                         | + 3 min 52 s     |
| 9.º | Xandro Meurisse   | Alpecin-Deceuninck                 | + 5 min 02 s     |
| 10.º | Anton Palzer      | Bora-Hansgrohe                     | + 5 min 16 s     |

### Clasificación por puntos
| Clasificación por puntos | Clasificación por puntos | Clasificación por puntos           | Clasificación por puntos | Clasificación por puntos |
| Ciclista                 | Ciclista                 | Equipo                             | Puntos                   |                          |
| ------------------------ | ------------------------ | ---------------------------------- | ------------------------ | ------------------------ |
| 1.º                      | Jasper Philipsen         | Alpecin-Deceuninck                 | 77 pts                   |                          |
| 2.º                      | Cees Bol                 | Astana Qazaqstan Team              | 71 pts                   |                          |
| 3.º                      | Giovanni Lonardi         | Eolo-Kometa                        | 55 pts                   |                          |
| 4.º                      | Luca Colnaghi            | Green Project-Bardiani CSF-Faizanè | 55 pts                   |                          |
| 5.º                      | Timothy Dupont           | Tarteletto-Isorex                  | 53 pts                   |                          |
| 6.º                      | Alexéi Lutsenko          | Astana Qazaqstan Team              | 47 pts                   |                          |
| 7.º                      | Matteo Malucelli         | Bingoal WB                         | 45 pts                   |                          |
| 8.º                      | Matthew Walls            | Bora-Hansgrohe                     | 34 pts                   |                          |
| 9.º                      | Attilio Viviani          | Team Corratec-Selle Italia         | 32 pts                   |                          |
| 10.º                     | Nico Denz                | Bora-Hansgrohe                     | 27 pts                   |                          |

### Clasificación de la montaña
| Clasificación de la montaña | Clasificación de la montaña | Clasificación de la montaña        | Clasificación de la montaña | Clasificación de la montaña |
| Ciclista                    | Ciclista                    | Equipo                             | Puntos                      |                             |
| --------------------------- | --------------------------- | ---------------------------------- | --------------------------- | --------------------------- |
| 1.º                         | Jay Vine                    | UAE Team Emirates                  | 29 pts                      |                             |
| 2.º                         | Alexéi Lutsenko             | Astana Qazaqstan Team              | 23 pts                      |                             |
| 3.º                         | Róbigzon Oyola              | Medellín-EPM                       | 16 pts                      |                             |
| 4.º                         | Ben Zwiehoff                | Bora-Hansgrohe                     | 16 pts                      |                             |
| 5.º                         | Victor Langellotti          | Burgos-BH                          | 10 pts                      |                             |
| 6.º                         | Dawit Yemane                | Bike Aid                           | 10 pts                      |                             |
| 7.º                         | Harold Tejada               | Astana Qazaqstan Team              | 9 pts                       |                             |
| 8.º                         | Giulio Pellizzari           | Green Project-Bardiani CSF-Faizanè | 7 pts                       |                             |
| 9.º                         | Alessio Martinelli          | Green Project-Bardiani CSF-Faizanè | 7 pts                       |                             |
| 10.º                        | Oliver Mattheis             | Bike Aid                           | 7 pts                       |                             |

### Clasificación por equipos
| Clasificación por equipos | Clasificación por equipos          | Clasificación por equipos | Clasificación por equipos |
| Equipo                    | Equipo                             | Tiempo                    |                           |
| ------------------------- | ---------------------------------- | ------------------------- | ------------------------- |
| 1.º                       | Bora-Hansgrohe                     | 90 h 37 min 54 s          |                           |
| 2.º                       | Green Project-Bardiani CSF-Faizanè | + 14 min 15 s             |                           |
| 3.º                       | Burgos-BH                          | + 15 min 02 s             |                           |
| 4.º                       | Q36.5 Pro Cycling Team             | + 15 min 16 s             |                           |
| 5.º                       | Eolo-Kometa                        | + 19 min 36 s             |                           |
| 6.º                       | Astana Qazaqstan Team              | + 35 min 11 s             |                           |
| 7.º                       | Bingoal WB                         | + 39 min 39 s             |                           |
| 8.º                       | Medellín-EPM                       | + 55 min 25 s             |                           |
| 9.º                       | UAE Team Emirates                  | + 1 h 01 min 27 s         |                           |
| 10.º                      | Bike Aid                           | + 1 h 01 min 30 s         |                           |

## Evolución de las clasificaciones
| Etapa                   |                         | Ganador _          | Clasificación general | Puntos           | Montaña         | Equipo         |
| ----------------------- | ----------------------- | ------------------ | --------------------- | ---------------- | --------------- | -------------- |
| 1.ª etapa               | etapa llana             | Jasper Philipsen   | Jasper Philipsen      | Jasper Philipsen | Tobias Nolde    | Bingoal WB     |
| 2.ª etapa               | etapa escarpada         | Jasper Philipsen   | Jasper Philipsen      | Jasper Philipsen | Lennert Teugels | Burgos-BH      |
| 3.ª etapa               | etapa de montaña        | Alexéi Lutsenko    | Alexéi Lutsenko       | Jasper Philipsen | Alexéi Lutsenko | Bora-Hansgrohe |
| 4.ª etapa               | etapa llana             | Jasper Philipsen   | Alexéi Lutsenko       | Jasper Philipsen | Alexéi Lutsenko | Bora-Hansgrohe |
| 5.ª etapa               | etapa de montaña        | Nico Denz          | Alexéi Lutsenko       | Luca Colnaghi    | Alexéi Lutsenko | Bora-Hansgrohe |
| 6.ª etapa               | etapa escarpada         | Victor Langellotti | Alexéi Lutsenko       | Luca Colnaghi    | Alexéi Lutsenko | Bora-Hansgrohe |
| 7.ª etapa               | etapa de media montaña  | Jay Vine           | Alexéi Lutsenko       | Jasper Philipsen | Jay Vine        | Bora-Hansgrohe |
| 8.ª etapa               | etapa escarpada         | Jasper Philipsen   | Alexéi Lutsenko       | Jasper Philipsen | Jay Vine        | Bora-Hansgrohe |
| Clasificaciones finales | Clasificaciones finales |                    | Alexéi Lutsenko       | Jasper Philipsen | Jay Vine        | Bora-Hansgrohe |

## UCI World Ranking
El Tour de Turquía otorgó puntos para el UCI World Ranking para corredores de los equipos en las categorías UCI WorldTeam, UCI ProTeam y Continental. Las siguientes tablas son el baremo de puntuación y los diez corredores que obtuvieron más puntos:
| Posición              | 1.º | 2.º | 3.º | 4.º | 5.º | 6.º | 7.º | 8.º | 9.º | 10.º | 11.º | 12.º | 13.º-15.º | 16.º-25.º |
| Clasificación general | 125 | 85  | 70  | 60  | 50  | 40  | 35  | 30  | 25  | 20   | 15   | 10   | 5         | 3         |
| Por etapa             | 14  | 5   | 3   |     |     |     |     |     |     |      |      |      |           |           |
| Líder                 | 3   |     |     |     |     |     |     |     |     |      |      |      |           |           |

| Clasificación |                   |                                    |         |       |       |       |
| Posición      | Ciclista          | Equipo                             | General | Etapa | Líder | Total |
| ------------- | ----------------- | ---------------------------------- | ------- | ----- | ----- | ----- |
| 1.º           | Alexéi Lutsenko   | Astana Qazaqstan                   | 125     | 19    | 15    | 159   |
| 2.º           | Ben Zwiehoff      | Bora-Hansgrohe                     | 85      | 5     | -     | 90    |
| 3.º           | Harold Tejada     | Astana Qazaqstan                   | 70      | 3     | -     | 73    |
| 4.º           | Jasper Philipsen  | Alpecin-Deceuninck                 | -       | 61    | 6     | 67    |
| 5.º           | Florian Lipowitz  | Bora-Hansgrohe                     | 60      | -     | -     | 60    |
| 6.º           | Matteo Badilatti  | Q36.5                              | 50      | -     | -     | 50    |
| 7.º           | Giulio Pellizzari | Green Project-Bardiani CSF-Faizanè | 40      | 3     | -     | 43    |
| 8.º           | Ander Okamika     | Burgos-BH                          | 35      | -     | -     | 35    |
| 9.º           | Alexis Guérin     | Bingoal WB                         | 30      | -     | -     | 30    |
| 10.º          | Xandro Meurisse   | Alpecin-Deceuninck                 | 25      | -     | -     | 25    |